# Peter Biyiasas
Peter Biyiasas é um jogador de xadrez do Canadá, com diversas participações nas Olimpíadas de xadrez. Biyiasas participou das edições de 1972,  1974, 1976 e 1978 tendo conquistado a medalha de prata individual em 1978 no segundo tabuleiro e de bronze em 1972 e 1976 no quarto e primeiro tabuleiro, respectivamente.